# CD25
CD25 — белок из группы дифференцировочных антигенов лейкоцитов. Является субъединицей α (альфа) рецептора интерлейкина 2 (IL-2Rα). Экспрессируется в развивающихся и активированных Т-лимфоцитах, активированных B-лимфоцитах, предшественниках миелоидных клеток и олигодендроцитах. Рецептор интерлейкина 2 является гетеротримерным комплексом, в состав которого, помимо α-субъединицы, входят субъединицы β (бета) (IL-2Rβ, или CD122) и γ (гамма) (IL-2Rγ, или CD132). Лигандом рецептора является молекула интерлейкина 2.